# Il piccolo colonnello (film 1935)
Il piccolo colonnello (The Little Colonel) è un film del 1935 diretto da David Butler.

## Trama
La figlia di un sudista e un ufficiale nordista si sposano contro la volontà del padre di lei che li ripudia, ma la loro figlioletta provvederà a riappacificarli.